# Stoltz Island
Stoltz Island ist eine kleine Insel vor der Nordwestküste der westantarktischen Alexander-I.-Insel. Sie liegt 11 km südlich des Kap Wostok in der Lasarew-Bucht.
Luftaufnahmen der United States Navy aus dem Jahr 1966 und Landsat-Aufnahmen vom Januar 1974 dienten dem britischen Directorate of Overseas Surveys im Jahr 1977 der Kartierung. Das UK Antarctic Place-Names Committee benannte die Insel 1980 nach Lieutenant Commander Charles L. Stoltz, Stabsfotograf der Unterstützungseinheiten der US Navy in Antarktika bei der Operation Deep Freeze der Jahre 1970 und 1971.